# Älekulla församling
Älekulla församling är en församling i Marks och Kinds kontrakt i Göteborgs stift. Församlingen ligger i Marks kommun i Västra Götalands län och ingår i Torestorps pastorat.

## Administrativ historik
Församlingen har medeltida ursprung.
Församlingen har varit och är annexförsamling i pastoratet Torestorp, Öxabäck och Älekulla.

## Kyrkor
- Älekulla kyrka